# Paa feae
Paa feae és una espècie de granota que viu a la Xina i Myanmar.